# پهن‌باند
در مخابرات، وقتی پهنای‌باند پیام از پهنای‌باند همدوست کانال بیشتر شود، یک سامانه پهن‌باند (به انگلیسی: Wideband) یا باندپهن است. برخی از پیوندهای مخابراتی از چنان نرخ داده بالایی برخوردارند که مجبور به استفاده از پهنای‌باندِ پهن می‌شوند. پیوندهای دیگر ممکن است نرخ داده نسبتاً کمی داشته باشند، اما به‌منظور دستیابی به مزایای دیگر، عمداً از پنای‌باند پهن‌تری نسبت به «لازم» برای آن نرخ داده استفاده می‌کنند. طیف گسترده را مشاهده کنید.
یک آنتن پهن‌باند آنتنی است که دارای مشخصه‌های کاری تقریباً یا دقیقاً یکسانی در یک باندگذر بسیار پهن است. از آنتن‌های فراخ‌باند متمایز می‌شود، اینجا باندگذر بزرگ است، اما بهره آنتن و/یا الگوی تابش لازم نیست روی باندگذر ثابت بماند.
اصطلاح صوت پهن‌باند یا (اصطلاحاً صدای اچ‌دی یا صدای پهن‌باند) مکالمه راه دور را با استفاده از رمزگذار پهن‌باند نشان می‌دهد که از محدوده فرکانسی بیشتری از طیف صوت نسبت به تماس‌های تلفنی باندصوت معمولی استفاده می‌کند و درنتیجه صدای واضح‌تری ایجاد می‌کند. پهن‌باند در این زمینه معمولاً برای پوشش فرکانس‌هایی در محدوده ۵۰ تا ۷۰۰۰ هرتز در نظر گرفته می‌شود، بنابراین صدایی با تون‌های غنی‌تر و کیفیت بهتر را فراهم‌سازی می‌کند.
طبق اداره ثبت اختراعات و نشان تجاری ایالات متحده، پهن‌باند نشان تجاری ثبت‌شده شرکت وایدبَند، تولیدکننده تجهیزات اترنت گیگابیت مستقر در ایالات متحده است.
در داخل استرالیا و نیوزیلند، کلمه پهن‌باند علامت تجاری ثبت‌شده «وایدبند تکنولوژی پی‌تی‌وای ال‌تی‌دی» است، یک شرکت مستقر در استرالیا متخصص در داده‌ها و تجهیزات مخابراتی است.
در برخی از زمینه‌ها پهن‌باند از باندفراخ در پهن‌تر بودن متمایز می‌شود.